# Bengt Berndtsson
Bengt Berndtsson (n. 26 ianuarie 1933, Göteborg – d. 4 iunie 2015) a fost un fotbalist suedez. A câștigat campionatul național din Suedia cu IFK Göteborg.